# Oksana Szyjan
Oksana Bogdanka Szyjan-Król (ur. 11 września 1951 w Brodach, zm. 15 września 2020) – polska aktorka teatralna i filmowa, animatorka kultury.

## Życiorys
Absolwentka liceum ogólnokształcącego w Krynicy-Zdrój oraz tamtejszej Państwowej Szkoły Muzycznej. Ukończyła Państwową Wyższą Szkołę Teatralną w Krakowie (1974), a następnie była aktorką Teatrów: im. Ludwika Solskiego w Tarnowie (1971, jako adeptka), Nowego w Zabrzu (1974-1975) oraz Śląskiego im. Stanisława Wyspiańskiego w Katowicach (1975-1981). W latach 1989–1996 nie występowała lub pozostawała bez stałego angażu. Na scenę powróciła w latach 1996-1998, występując w teatrach w Zabrzu i Tarnowie. Wystąpiła również w trzech spektaklach Teatru Telewizji (1975, 1979).
Była związana z Sądecczyzną, gdzie występowała m.in. w Radiu "Echo" w Nowym Sączu oraz krynickim Centrum Kultury. W 2014 roku wraz z mężem Jerzym Królem (również aktorem) założyła w Krynicy-Zdroju alternatywny teatr „Studio K”. Publikowała na łamach lokalnych wydawnictw, a w 2011 roku powołała do życia rodzinną Fundację Kultury Ordo Cordis, w której pełniła funkcję prezesa.

## Filmografia
- Ślad na ziemi (1978) - pielęgniarka, koleżanka Zosi (osc. 3)
- „Anna” i wampir (1981) - pielęgniarka